# قائمة الدول الأعضاء في مجلس الدول المطلة على البحر الأحمر وخليج عدن

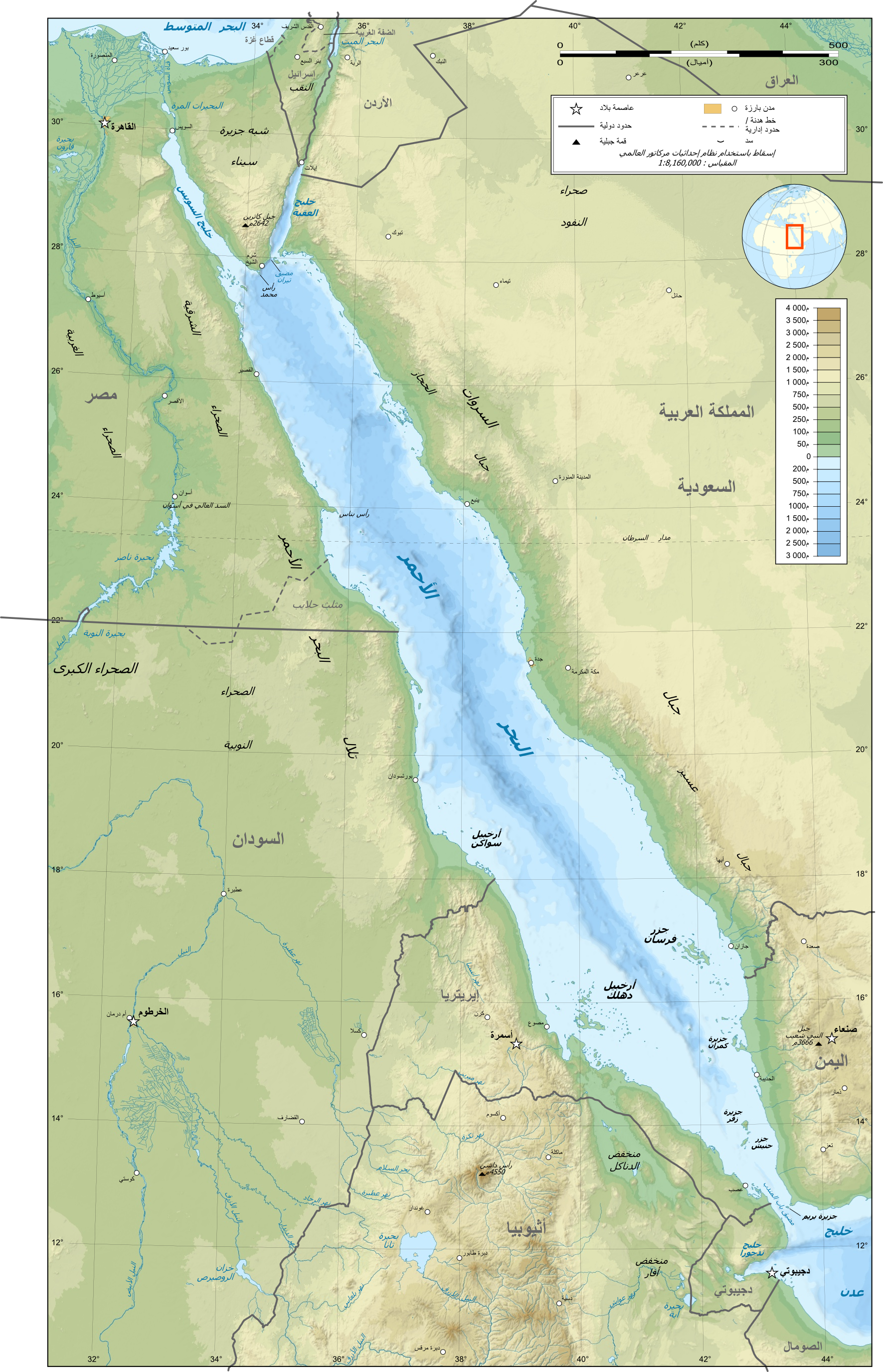
خريطة طوبوغرافية للبحر الأحمر تظهر أهم الدول المطلة عليه

يبلغ عدد الدول الأعضاء في مجلس الدول المطلة على البحر الأحمر وخليج عدن 8 دول اعتبارا من 2020. تأسست في الرياض في تاريخ 6 يناير 2020 من قبل الدول الدول الأعضاء المؤسسة وهي: السعودية، مصر، اليمن، الصومال، إريتيريا، جيبوتي، الأردن، السودان.
حيث ينتمى جميع أعضاء المجلس إلى مجموعة الدول التي هي مطلة على البحر الأحمر وخليج عدن.

## قائمة الدول الأعضاء الحالية
| رقم     | الدولة   | العاصمة | تاريخ الإنضمام | صفة           | المساحة   | اللغة الرسمية                   | م           |
| ------- | -------- | ------- | -------------- | ------------- | --------- | ------------------------------- | ----------- |
| 1       | السعودية | الرياض  | 6 يناير 2020   | دولة عضو مؤسس | 2,150,000 | اللغة العربية                   | [ 1 ] [ 2 ] |
| 2       | مصر      | القاهرة | 6 يناير 2020   | دولة عضو مؤسس | 1,002,000 | اللغة العربية                   | [ 3 ] [ 4 ] |
| 3       | الأردن   | عمان    | 6 يناير 2020   | دولة عضو مؤسس | 89,342    | اللغة العربية                   | [ 5 ]       |
| 4       | السودان  | الخرطوم | 6 يناير 2020   | دولة عضو مؤسس | 1,886,000 | اللغة العربية، اللغة الإنجليزية |             |
| 5       | اليمن    | صنعاء   | 6 يناير 2020   | دولة عضو مؤسس | 527,968   | اللغة العربية                   | [ 6 ] [ 7 ] |
| 6       | الصومال  | مقديشو  | 6 يناير 2020   | دولة عضو مؤسس | 637,655   | اللغة العربية، اللغة الصومالية  | [ 8 ]       |
| 7       | إريتريا  | أسمرة   | 6 يناير 2020   | دولة عضو مؤسس | 117,598   | اللغة العربية                   | [ 9 ]       |
| 8       | جيبوتي   | جيبوتي  | 6 يناير 2020   | دولة عضو مؤسس | 23,200    | اللغة العربية، اللغة الفرنسية   | [ 10 ]      |
| المجموع | المجموع  | المجموع | المجموع        | المجموع       | 6,433,763 | –                               |             |